# Пахтаабадський район

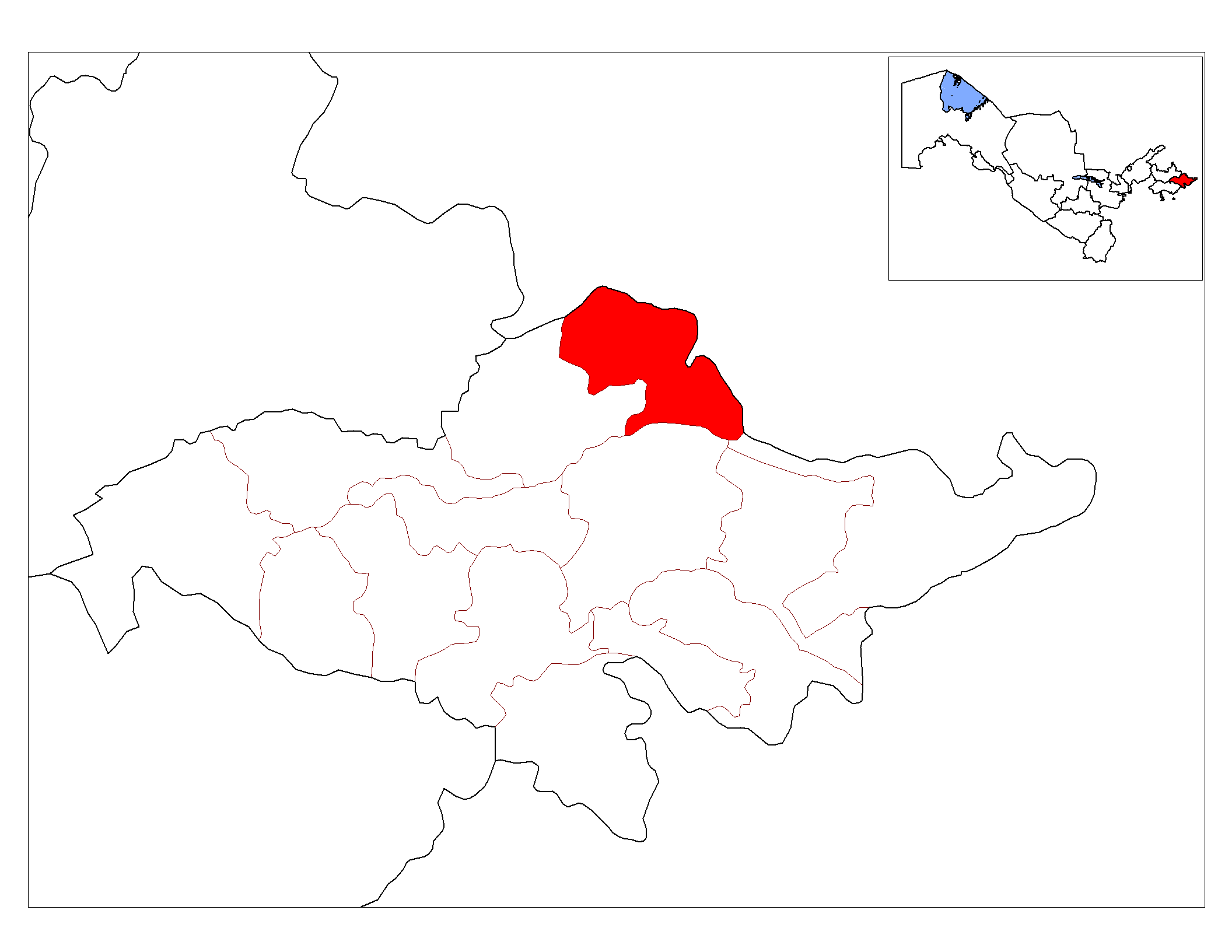
Розташування району на карті області

Пахтааба́дський район (узб. Пахтаобод тумани, Paxtaobod tumani) — один з 14 районів (туманів) Андижанської області. Розташований у північній її частині. Межує з Киргизстаном — 52 км.
Утворений 29 вересня 1926 року. У період з 24 грудня 1962 по 7 грудня 1970 року був об'єднаний з Ізбасканським районом.
Площа району становить 290 км².
Населення становить 147,3 тис. осіб. Більшу частину складають узбеки. Проживають також уйгури, киргизи, таджики, татари, росіяни та інші народи. Щільність населення становить 567 чол./км².
Район складається з 1 міста (шахарі) — Пахтаабад та 5 сільських рад (кішлак-фукаролар-їгині) — Бустон, Іттіфок, Маданіят, Пахтакор, Уйгур.
Адміністративний центр — місто Пахтаабад.

## Природа
Територія району розташована на плато в долинах річок Нарин та Карадар'я. Рельєф підвищується із заходу на схід. Середня висота 260 м.
Клімат різко континентальний. Пересічні температури липня +26,7 °C, січня −3,5 °C. Мінімальна температура −26 °C, максимальна +42 °C. Вегетаційний період становить 217 днів. За рік випадає в середньому 300—400 мм опадів, в основному взимку та навесні.
Територією району протікають річки Карадар'я, Тентаксай, Майлісай. Береги річок та саїв укріплені гранітом. Працюють насосні станції Дустлік та Алмайдан.
Ґрунти в основному сіроземи, по берегам річок лучні сіроземи, болотно-лучні та болотисті.
На адирах зростають ефемери та ефемероїди, на заболочених ділянках — очерет звичайний, очерет гострокінечний, осока. Серед диких тварин поширені червоном'яска, тушканчики, їжатець, кріт, заєць, вовк, лисиця, кабан, борсук, ящірки, змії, птахи (горобці, шпак, жайворонок).

## Дивись також
- Список населених пунктів Андижанської області
- Ферганська долина